# La miliardaria (film 1960)
La miliardaria (The Millionairess) è un film inglese del 1960 diretto da Anthony Asquith. Si tratta di un adattamento cinematografico dell'omonima opera teatrale del 1936 scritta da George Bernard Shaw.

## Trama
Londra. Per volere dei termini del testamento del suo defunto padre, la viziata ereditiera Epifania Ognissanti di Parerga, la donna più ricca del mondo, non si può sposare a meno che il suo futuro marito non sia in grado di trasformare 500 sterline in 15,000 sterline entro un periodo di tre mesi. Quando Epifania si invaghisce di Alastair, muscoloso giocatore di tennis, pensa di aggirare il problema dandogli £ 500 in custodia e poi "ricomprandole" per £ 15,000.
Tuttavia, Alastair non è in grado di vivere con la prepotente Epifania, e la lascia per la più docile Polly Smith.
Contemplando il suicidio, Epifania si immerge melodrammaticamente nel Tamigi, e quando il dottor Ahmed el Kabir, uno schivo, altruista medico indiano che gestisce una malandata clinica per i poveri, ignora la sua situazione e le passa accanto nella sua barca a remi senza curarsi di lei, ella nuota a riva e lo accusa di essere un assassino. Julius Sagamore, lo scaltro avvocato di famiglia, suggerisce quindi che Epifania si sottoponga a una terapia con il noto psichiatra Adrian Bland: questo tenta di sedurre Epifania e le chiede la mano, ma quando egli critica il padre di lei, Epifania lo getta nel Tamigi, e quando Kabir si tuffa per aiutare Bland, Epifania si getta nel fiume dopo di lui. Per intrappolare Kabir, Epifania si finge ferita, ma il medico resta insensibile al suo fascino ed indifferente alla sua ricchezza.
Determinata a conquistare il medico, Epifania acquista la proprietà che circonda la sua clinica e poi vi erige una nuova, moderna struttura. Quando Kabir rifiuta l'offerta di Epifania di dirigere la nuova clinica, ella invece suggerisce che si sposino. Intimidito dalla testardaggine dell'ereditiera, Kabir le confessa una promessa fatta a sua madre sul letto di morte: non si sarebbe mai sposato a meno che la futura sposa, riuscisse a sopravvivere dignitosamente per tre mesi con soli 35 scellini come base di partenza. Imperterrita, Epifania accetta la sfida.
Volendo dimostrare il proprio valore, Epifania prende i 35 scellini e si mette a lavorare in un pastificio. Lì, minaccia di denunciare le violazioni sul lavoro a meno che Joe, il proprietario, non le permetta di gestire l'impianto. Tre mesi più tardi, Epifania ha aumentato la produttività e reso l'attività un grande successo. Epifania torna e informa Kabir che lei ha vinto la sfida. Quando lui risponde invece di non essere riuscito a trasformare 500 sterline in 15,000 e di aver dato via tutti i soldi, Epifania è profondamente offesa. Non volendone sapere più di uomini, annuncia che ha intenzione di sciogliere il suo impero e ritirarsi in un monastero tibetano, dopo aver sfrattato tutti i monaci.
Nel disperato tentativo di mantenere il suo lavoro, Sagamore si rende conto che Kabir è responsabile del comportamento imprevedibile di Epifania e va a parlare con il medico. Alla clinica, Sagamore dice a Kabir che Epifania ha promesso di ritirarsi dal mondo allo scoccare della mezzanotte. Venuto a conoscenza della scommessa, acquista da Kabir delle ricette mediche per 15,000 sterline.
Quindi Kabir si precipita da Epifania, i due si baciano e lui finalmente le esprime il suo amore. L'ultima cosa che appare sullo schermo nero è "And they lived happily ever after" ("E vissero tutti felici e contenti").

## Produzione

### Cast
La casa produttrice 20th Century Fox, all'inizio, propose la parte principale di Epifania Parerga ad Ava Gardner, che però rifiutò subito.
In più, nel 1953, Katharine Hepburn pensò di interpretare la protagonista nella pièce teatrale di George Bernard Shaw, così assunse lo sceneggiatore Preston Sturges che ne scrivesse i dialoghi. Tuttavia, quando l'attrice, che avrebbe poi dovuto recitare assieme ad Alec Guinness, poi lesse la sceneggiatura di Sturges, rivelatasi molto divertente, la reputò "ridicola", così l'accordo per realizzare il film andò a monte.

### Riprese
Le riprese del film, svolte durante l'estate del 1960, furono ambientate interamente in Inghilterra, precisamente negli Elstree Studios e a Borehamwood, in Hertfordshire.

## Colonna sonora
George Martin, produttore di tutte le colonne sonore delle commedie di Peter Sellers, scrisse la melodia di un comico duetto cantato proprio dai protagonisti Sophia Loren e Sellers: Goodness Gracious Me. Martin incaricò i parolieri David Lee Roth e Herbert Kretzmer di scrivere il testo della canzone, mentre lui si occupò della registrazione del 45 giri: la canzone venne subito inserita nella colonna sonora del film, nonostante l'iniziale riluttanza dei produttori.
La canzone inaspettatamente divenne una hit in tutte le classifiche del Regno Unito del 1960, e si rivelò anche una perfetta promozione del film.

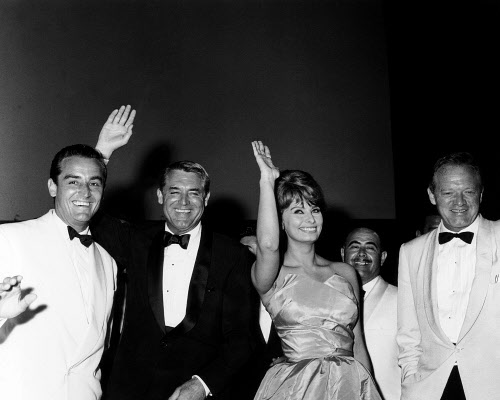
In ordine Vittorio Gassman, Cary Grant, Sophia Loren e Van Heflin ai David di Donatello del 1960

## Distribuzione
Il film venne distribuito nelle sale cinematografiche inglesi a partire dal 18 ottobre 1960, mentre in Italia dal 21 ottobre seguente. Invece negli Stati Uniti il film arrivò il 9 febbraio del 1961.

## Accoglienza

### Incassi
La miliardaria fu uno dei film di maggiore successo al botteghino nel 1960: infatti, tra Stati Uniti e Canada, il film incassò 2,9 milioni di dollari.

### Critica
Molti anni dopo, sul sito web Rotten Tomatoes, il film riceve il 20% delle recensioni professionali positive, con un voto medio di 6/10, basato su 5 recensioni.

## Curiosità
- Nel primo episodio Un piccolo bacio - Parte 1 della quinta stagione della serie TV Mad Men, l'attrice Jessica Paré durante una performance musicale canta il brano Zoo Be Zoo Be Zoo (Zou bisou bisou), canticchiato e reso celebre da Sophia Loren proprio nel film La Miliardaria.[11]
- Il britannico Peter Sallis interpretò un autista in una scena del film, che però alla fine venne tagliata.[12]